# Ford Ikon
O Ikon é um sedan de porte pequeno da Ford.
O Ikon, nada mais é que uma outra denominação para o Fiesta Sedan. Ele é chamado assim na África, Índia e China.

## Mark 6 (2008-)
Diferente do Ikon anterior, o atual não tem nenhuma característica visual em comum com seu correspondente Europeu/Sul-Americano Ford Fiesta Mk6.5 Sedan.
A única coisa igual é a plataforma, que para ambos é a mesma, a Ford B3.
No mercado Sul Africano o Ikon conta com três versões, duas motorizações e oito cores. Já no mercado indiano, seis versões, duas motorizações e sete cores.

### Versões

#### Africa do Sul
Ambiente, com os itens de série:
- Motor Duratec 1.6 16v DOHC com câmbio manual de 5 velocidades
- Rodas de aço 15" com calotas
- Passive AntiTheft System (PATS) (imobilizador)
- ABS
- EBD
- Direção hidraulica
- Barras de proteção nas portas
- Vidro elétrico nas portas dianteiras e traseiras
- Ajuste de altura da direção
- Airbag duplo
- Ar-condicionado
- Radio/CD
- Estepe do tipo "full size"
- Break Light
- Aviso sonoro de lanterna/farol ligado

Trend, com os itens de série:
- Motor Duratec 1.6 16v DOHC com câmbio manual de 5 velocidades
- Rodas de aço 15" com calotas
- Passive AntiTheft System (PATS) (imobilizador)
- ABS
- EBD
- Direção hidraulica
- Barras de proteção nas portas
- Vidro elétrico nas portas dianteiras e traseiras
- Ajuste de altura da direção
- Airbag duplo
- Ar-condicionado
- Radio/CD/MP3
- Estepe do tipo "full size"
- Break Light
- Aviso sonoro de lanterna/farol ligado
- Desembaçador do vidro traseiro
- Acabamento em alumínio no painel de instrumentos
- Luz de cortezia com temporizador de 10 minutos

Ambiente, com os itens de série:
- Motor Duratorq 1.4 TDCi SOHC com câmbio manual de 5 velocidades
- Rodas de aço 15" com calotas
- Passive AntiTheft System (PATS) (imobilizador)
- ABS
- EBD
- Direção hidraulica
- Barras de proteção nas portas
- Vidro elétrico nas portas dianteiras e traseiras
- Ajuste de altura da direção
- Airbag duplo
- Ar-condicionado
- Radio/CD
- Estepe do tipo "full size"
- Break Light
- Aviso sonoro de lanterna/farol ligado
- Desembaçador do vidro traseiro

#### India
1.3 LXi, 1.3 Flair, 1.6 EXi, 1.6 ZXi, 1.8 EXi, and 1.8 ZXi.

### Motorizações

#### Duratec 1.6 16v (África do Sul)
| Motor              | Duratec 1.6 16V 4 em linha: Gasolina, (DOHC) |
| Capacidade         | 1596cc                                       |
| Potência           | 101 cv (74 kW) @ 6500 RPM                    |
| Torque             | 143 Nm @ 4000 RPM                            |
| Taxa de compressão | 9.75:1                                       |
| Velocidade Máxima  | 173 km/h                                     |
| Aceleração         | 11.3 segundos                                |

#### Duratorq 1.4 (África do Sul e India)
| Motor              | Duratorq 1.4 TDCi 4 em linha: Diesel, (SOHC) |
| Capacidade         | 1399cc                                       |
| Potência           | 68 cv (50 kW) @ 4000 RPM                     |
| Torque             | 160 Nm @ 2000 RPM                            |
| Taxa de compressão | 18:1                                         |
| Velocidade Máxima  | 152 km/h                                     |
| Aceleração         | 15.4 segundos                                |

### Cores
- Diamond White (África do Sul / India)
- Paprika Red (África do Sul / India)
- Panther Black (África do Sul / India)
- Moondust Silver (África do Sul)
- Thunder (África do Sul)
- Steel Brush (África do Sul)
- Platinum (África do Sul)
- Aquarius (África do Sul)
- Silver stone (India)
- Vitro (India)
- Jewel violet (India)

Acabamento interno dele lembra muito o dos Fiestas Mk6 e Mk6.5 do Brasil.